# Šedé duše
Šedé duše (v originále Les Âmes grises) je francouzský hraný film z roku 2005, který režíroval Yves Angelo. Snímek měl světovou premiéru dne 28. září 2005.

## Děj
Během zimy roku 1917 dojde k vraždě malé dívky, což rozvíří život v malé vesnici nedaleko frontové linie. Do tohoto zločinu je zapletený Destinat, tajemný a podezřelý prokurátor, cynický soudce Mierck a jeho podivný kamarád, plukovník Matziev.

## Obsazení
| Jean-Pierre Marielle | prokurátor Pierre-Ange Destinat     |
| Jacques Villeret     | soudce Mierck                       |
| Marina Handsová      | Lysia Verhareine, učitelka          |
| Denis Podalydès      | Aimé Lafaille, policista            |
| Michel Vuillermoz    | starosta                            |
| Serge Riaboukine     | Bourrache, hostinský                |
| Thomas Blanchard     | Yann Le Floc, voják                 |
| Agnès Sourdillon     | Joséphine Maulpas                   |
| François Loriquet    | Le Contre, učitel                   |
| Joséphine Japyová    | dcera hostinského                   |
| Camille Panonacle    | Clémence Lafaille, policistova žena |
| Grégory Gadebois     | voják Maurice Rifolon               |
| Henri Courseaux      | doktor Victor Desharet              |
| Swann Arlaud         | osleplý voják                       |
| Jean-Michel Lahmi    | dezertér                            |
| Cyrille Thouvenin    | raněný voják                        |
| Marius Colucci       | voják                               |
| Vladislav Galard     | voják                               |

## Ocenění
- César: nominace v kategoriích nejslibnější herečka (Marina Handsová), nejlepší kostýmy (Pascaline Chavanne), nejlepší výprava (Loula Morin)